# Cobra Mist

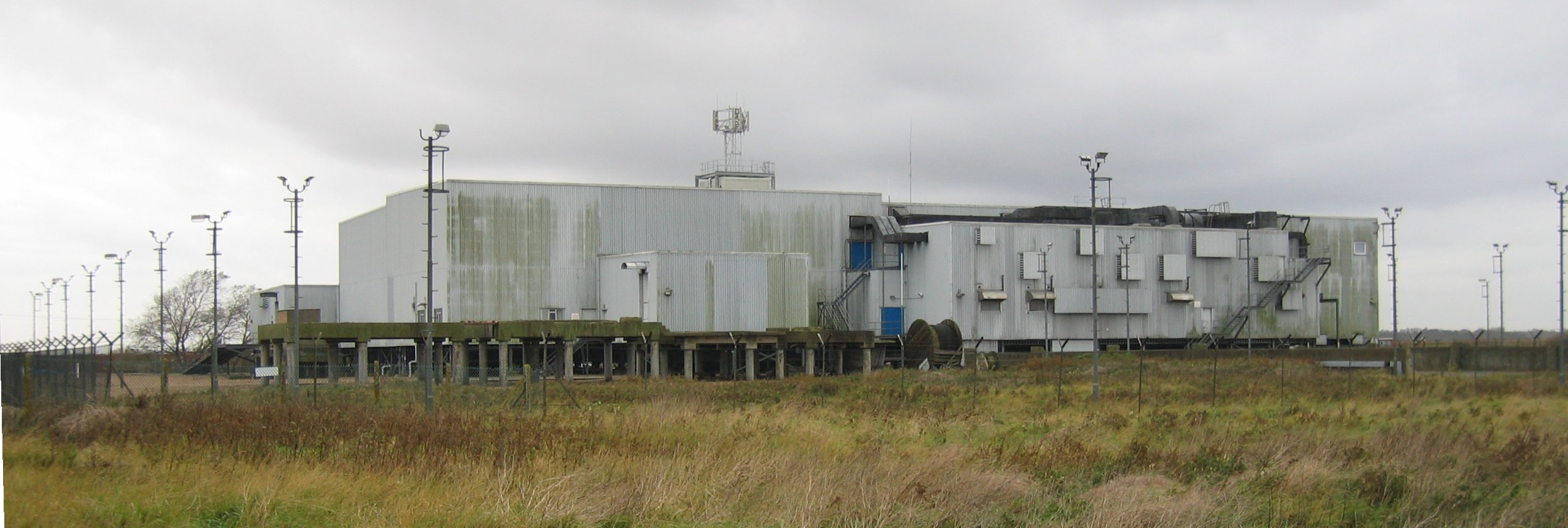
Die Anlage von Cobra Mist im Oktober 2004

Cobra Mist (auch AN/FPS-95 oder System 441a für das Gesamtprojekt) war der Codename einer britisch-amerikanischen Überhorizontradar-Versuchsanlage in Orford Ness, Suffolk, England.
Cobra Mist war Teil einer Kleinserie von Fernerkundungsradars der USA namens „Cobra“. Die Anlage sollte zunächst in der Türkei errichtet werden und große Teile des sowjetischen Luftraumes überwachen. Als die Türkei ihre Zusage zurückzog, wurde die Anlage nach England verlegt und überwachte weite Teile Westeuropas. Das Projekt wurde Ende der 1960er Jahre gestartet und zog sich bis in die 1970er Jahre hin. Wegen nicht zu bewältigender Störungen wurde das Projekt 1973 abgebrochen.
Die technischen Einrichtungen und die Sender wurden vom UK Foreign Office und dem BBC World Service bis 2011 genutzt. In der Nähe befindet sich die 2012 außer Betrieb gegangene Sendeanlage Orfordness. Im August 2012 wurde das gesamte Anwesen der Cobra Mist Limited, einer privaten Firma, übergeben. Das Hauptgebäude und 12 Masten verbleiben, fünf davon sind jeweils 340 Fuß hoch.